# Брудзевиці (Лодзинське воєводство)
Брудзевиці (пол. Brudzewice) — село в Польщі, у гміні Посвентне Опочинського повіту Лодзинського воєводства.
Населення — 542 особи (2011).
У 1975-1998 роках село належало до Пйотрковського воєводства.

## Демографія
Демографічна структура станом на 31 березня 2011 року:
|          | Загалом | Допрацездатний вік | Працездатний вік | Постпрацездатний вік |
| -------- | ------- | ------------------ | ---------------- | -------------------- |
| Чоловіки | 259     | 48                 | 170              | 41                   |
| Жінки    | 283     | 56                 | 153              | 74                   |
| Разом    | 542     | 104                | 323              | 115                  |